# Bitwa nad Jaramą
Bitwa nad Jaramą (hisz. Batalla del Jarama) –  jedna z bitew hiszpańskiej wojny domowej stoczona w dniach 6–28 lutego 1937 roku w czasie ataku wojsk frankistowskich na pozycje wojsk republikańskich nad rzeką Jaramą.

## Przebieg
Celem ofensywy rozpoczętej 6 lutego 1937 roku przez wojska gen. Franco było przerwanie połączenia Madrytu z Walencją oraz okrążenie i zniszczenie wojsk republikańskich. Atak był uderzeniem uprzedzającym ofensywę wojsk republikańskich, w której planowano odrzucenie wojsk frankistowskich od stolicy. W czasie kilkudniowych walk wojska frankistowskie dowodzone przez gen. José Enrique Varela uchwyciły przyczółek na wschodnim brzegu Jaramy, jednak 17 lutego wojska republikańskie przeszły do przeciwnatarcia. Ostatecznie żadna ze stron nie osiągnęła zamierzonych celów. Walki trwały do 27 lutego po czym obie strony przeszły do obrony.
W bitwie po stronie republikańskiej oprócz 12 brygad hiszpańskich, brały udział 4 Brygady Międzynarodowe oraz polski Batalion im. Jarosława Dąbrowskiego wchodzący w skład XIII brygady. Brygady międzynarodowe uczestniczące w walka nad Jaramą to: XI Brygada Międzynarodowa im. Ernsta Thälmanna, XII Brygada Międzynarodowa im. Giuseppe Garibaldiego, XIV Brygada Międzynarodowa im. Marsylianki i XV Brygada Międzynarodowa im. Abrahama Lincolna. 
Polacy toczyli walki obronne w rejonie miasta Arganda del Rey. W nocy z 10 na 11 Batalion im. Dąbrowskiego zajął pozycje nad rzeką Manzanares broniąc mostu pod Argandą, natomiast jedna z jego kompanii obsadziła most w Pindoque. W polskim batalionie dowodzonym przez Józefa Strzelczyka straty wynosiły 145 zabitych. 
Bitwa nad Jaramą ze względu na swój ciężki przebieg poddała trudnej próbie służbę sanitarną Brygad Międzynarodowych kierowaną przez bułgarskiego antyfaszystę doktora Oskara Telge. W czasie bitwy w ciągu doby uruchomiono 4 szpitale polowe, po jednym dla każdej brygady.